# Paul Falk (pattinatore)
Paul Falk (Dortmund, 21 dicembre 1921 – 20 maggio 2017) è stato un pattinatore artistico su ghiaccio tedesco.

## Palmarès
Coppie con Ria Baran
| Evento                    | 1947 | 1948 | 1949 | 1950 | 1951 | 1952 |
| ------------------------- | ---- | ---- | ---- | ---- | ---- | ---- |
| Giochi olimpici invernali |      |      |      |      |      | 1°   |
| Campionati mondiali       |      |      |      |      | 1°   | 1°   |
| Campionati europei        |      |      |      |      | 1°   | 1°   |
| Campionati tedeschi       | 1°   | 1°   | 1°   | 1°   | 1°   | 1°   |